# Wanted: Weapons of Fate
Wanted: Weapons of Fate är ett datorspel från 2009, utvecklat av Grin och utgivet Universal Studios. Spelet finns till Microsoft Windows, Playstation 3 och Xbox 360.